# Amphioctopus aegina
Amphioctopus aegina is een inktvissensoort uit de familie van de Octopodidae. De wetenschappelijke naam van de soort werd voor het eerst geldig gepubliceerd in 1849 door Gray als Octopus aegina.